# 圣吉罗
圣吉罗（法語：Saint-Guiraud，法語發音：[sɛ̃ ɡiʁo]）是法国埃罗省的一个市镇，属于洛代沃区。

## 地理
圣吉罗（43°40'36"N, 3°27'16"E）面积6.07 平方千米，位于法国奧克西塔尼大區埃罗省，该省份为法国南部沿海省份，南濒地中海，西南接奥德省，西北接塔恩省和阿韦龙省，东北与加尔省接壤。
与圣吉罗接壤的市镇（或旧市镇、城区）包括：勒博斯克、塞拉、容基耶尔、圣费利德洛代、圣让-德拉布拉基耶尔、圣萨蒂南德吕西扬。

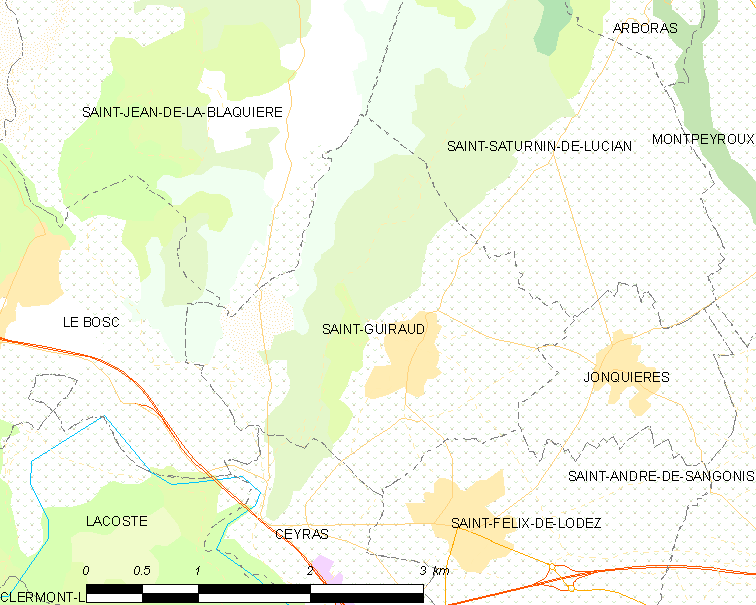
圣吉罗的OSM定位图

圣吉罗的时区为UTC+01:00、UTC+02:00（夏令时）。

## 行政
圣吉罗的邮政编码为34725，INSEE市镇编码为34262。

## 政治
圣吉罗所属的省级选区为日尼亚克县。

## 人口

1962-2008年间圣吉罗人口变化图示

圣吉罗于2022年1月1日时的人口数量为273人。